# Gabriello Puliti
Gabriello Puliti (Montepulciano, marzo 1583 – Istria, 19 giugno 1644) è stato un compositore italiano.

## Biografia
Gabriello Puliti fu un frate francescano. Il cognome Puliti fu da lui adottato dal nome latino della sua città natale (Mons Politianus) entrando nell'Ordine.
La sua formazione si realizzò probabilmente presso il convento di Santa Croce a Firenze, un istituto di nome Lo Studio, a cui ha dedicato la sua Pungenti dardi spirituali pungenti nel 1618: Lo Studio di Santa Croce.
Fu nominato maestro del coro del convento di Pontremoli nel 1600 e, due anni dopo, organista al convento di Piacenza.
Poi nel 1604 al convento di Pola e nel 1605 fu maestro di cappella e organista a Muggia, vicino a Trieste. Per tre anni dal 1606, fu organista presso Capodistria, la capitale amministrativa della penisola istriana veneziana.
Dal 1609-1612 è a Trieste, allora territorio degli Asburgo, al servizio del Vescovo Ursino de Bertis e officia presso la Cappella Civica della Cattedrale di San Giusto. Di questo periodo rimane la Ghirlanda odorifera (1612) a tre voci, dedicato a un nobile, Tranquillo Negri Labin.
Nel 1614 è di nuovo a Capodistria e nel 1616 è a Pirano.
Qui pubblica due volumi nel 1614: Psalmodia vespertina, op. 13 dedicata all'abate del monastero cistercense di Stična nella vicina provincia austriaca della Carniola (oggi in Slovenia), e Sacri Concentus, mottetti per tre voci e organo dedicato al Vescovo di Veglia.
Fu poi al convento di Capodistria, dove visse dal 1618 al 1620 (eletto Guardiano). Poi ad Albona per due anni (1621-22), dove fu maestro di cappella della Terra Nobilissima Albona su invito di Negri, e torna a Capodistria (1622-1624). Nel 1628 fu eletto discretus, presso il convento sull'isola di Pago. Concluse la sua carriera a Trieste 1630-1638.
Lavorando nelle più importanti città del dell'Istria veneziana, Puliti beneficiò di scambi con altri compositori francescani che erano presenti in Dalmazia, tra cui Johannes Lucacich (Marko Ivan Lukačić) e Giacomo Finetti, maestro di cappella ai Frari di Venezia.
Dal 2005 a Montepulciano, il suo luogo di nascita, è a lui dedicato un festival d'organo.

## Opere
Puliti fu un compositore prolifico, ma solo quindici volumi gli sono sopravvissuti, mentre uno di loro è contrassegnato opus 36.
Alcuni dei madrigali Ardenti Baci (1609), sono in lode dell'arciduca Maximilien Ernst e di Ferdinando II d'Austria, che indica che è stato membro di un'accademia, molto probabilmente dall'Accademia Palladia Capodistria.

### Opere sacre
- Modulationes Sacrae, quae vulgo Motecta nuncupantur, quartetto, e Quinis vocibus concinendae [mottetti] (Parma del 1600, con Erasmo Vioti)
- Integra omnium solemnitatum vespertina intonò (Milano, 1602, a Simone e Giovanni Francesco Tini Besuti)
- Psalmodia vespertina solemnitatum omnium totius anni iuxta ritum Sacrosanctae Romanae Ecclesiae, quartetto vocibus concinenda paribus. Una parte cum organica, op. 13 (Venezia 1614, con Giacomo Vincenti)
- Sacri Concentus uniti, Binis, vocibus ternisque, una cum parte organica , op. 14 [mottetti per tre voci e organo] (Venezia 1614, con Giacomo Vincenti)
- Pungenti Dardi spirituali Una Voce sola ha, Canto ò Tenore, con il Basso da sotto sonare nel qual caso voglia Strumento chorista , op. 20 (Venezia 1618 con Giacomo Vincenti)
- Lilia Mariae Virginis convallium Beatae. Terzo Libro delli con Una Voce ha certificato , op. 22 (Venezia 1620)
- Sacri Accenti. Quarto Libro delli concerti di Una Voce , op. 23 (Venezia 1620)
- Celesti ardori: libro quinto delli Concerti op. 26 (1622 a Venezia Alessandro Vincenti). Dedicato al vescovo di Pola, Umberto Testa.
- Il Secondo libro delle quattro voci di massa, Una concertata, e l'altra da choro , op. 30 (Venezia 1624, con Alessandro Vincenti)
- Salmi dominicali, concertati con il Magnificat a 4 voci e basso per organo, op. 36 (Venezia, 1635, a Bartolomeo Magni)

### Opere profane
- Scherzi, capricci e di fantasia (Venezia 1605)
- Baci Ardenti: Secondo libro de 'Madrigali (Venezia 1609)
- Ghirlanda odorifera fior di varij tessuta, cioè mascherate a tre voci. Libro Primo (Venezia 1612 con Giacomo Vincenti). Dedicato a Tranquillo Negri di Labin
- Lunario Armonico perpetuo Calculato meridiano e al clima delle Città d'Italia Principali, op. 16 (Venezia 1615)
- Armonici Accenti , op. 24 (Venezia 1621). Dedicato a Tranquillo Negri di Labin
- Fantasia, scherzi e capricci Sonari da di canzone, con un assolo di violino o con Il Vero Corneto principale Basso , op. 19 (Venezia 1624, con Alessandro Vicenti) pezzi Undici.